# Герб Новогродовки
Герб Новогродовки — официальный символ города Новогродовки Донецкой области. Утвержден 21 августа 2009 года решением № 5/44-3 сессии Новогродовского городского совета.

### Описание
Щит распятый зелёным и чёрным. В синей треугольной главе — золотые лучи. Поверх всего золота — шахтёрская лампа, протянутая в серебряное зубчатое колесо. Щит обрамлён ветвями цветущего каштана, окутанными синей лентой с надписью «НОВОГРОДІВКА», и увенчан серебряной городской короной.